# Diadema (Brasilien)
Diadema, amtlich portugiesisch Município de Diadema, ist eine Großstadt im brasilianischen Bundesstaat São Paulo und liegt südlich von São Paulo. Im Jahr 2019 lebten in Diadema 423.884 Menschen auf 30,732 km². Die Stadt zeichnet sich durch eine der höchsten Bevölkerungsdichten Brasiliens aus. Das Stadtgebiet besteht zu 70 % aus Favelas.

## Geschichte
Bis in die 1940er Jahre befanden sich auf dem heutigen Stadtgebiet die Orte Piraporinha, Eldorado, Taboão und Vila Conceição, die administrativ zu São Bernardo gehörten. Durch die Nähe zur Großstadt São Paulo und die ab Ende der 1940er Jahre rasch fortschreitende Industrialisierung stieg die Bevölkerungszahl an, wobei die vier Orte geografisch zusammenwuchsen. 1948 wurde der Distrito Diadema (Bezirk Diadema) gegründet. In einem Referendum entschied sich die Bevölkerung am 24. Dezember 1958 für die Selbstverwaltung. 1959 wurden die ersten Wahlen der Stadtregierung abgehalten. Dieses Jahr gilt offiziell als Zeitpunkt der Stadtgründung. Am 10. Januar 1960 trat der erste Stadtpräfekt (Bürgermeister) von Diadema sein Amt an.

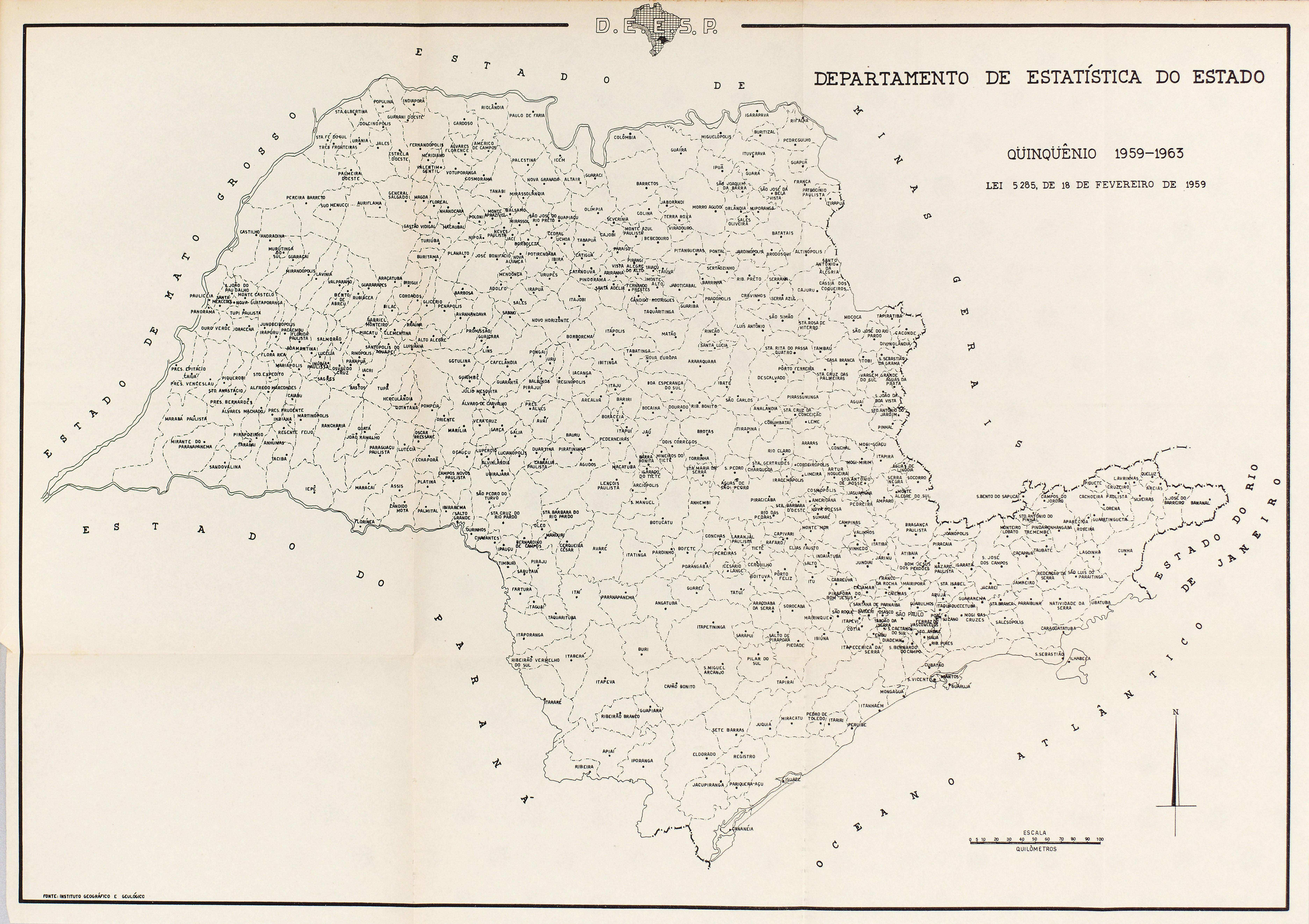
Karte des Bundesstaates São Paulo (1959).

Anfang des 21. Jahrhunderts galt Diadema als eine der gefährlichsten Städte Brasiliens. Durchschnittlich wurden zwei Personen pro Tag durch Gewaltverbrechen getötet. Unter anderem durch eine strengere Regelung der Sperrstunden von Gaststätten und eine bürgernahe Organisation der Polizei gelang es, die Mordrate bis 2005 von 103 auf unter 35 je 100.000 Einwohner zu senken.

## Stadtgliederung
Diadema ist in 11 Bairros (Stadtviertel) gegliedert, diese wiederum in insgesamt 75 Subregionen. Bevölkerungsreichstes Bairro ist Taboão mit rund 48.000 Einwohnern, die größte Fläche hat Eldorado mit 6,69 km².
| Bairros von Diadema (IBGE/2010) | Bairros von Diadema (IBGE/2010) | Bairros von Diadema (IBGE/2010) | Bairros von Diadema (IBGE/2010) | Bairros von Diadema (IBGE/2010) | Bairros von Diadema (IBGE/2010) |
| ------------------------------- | ------------------------------- | ------------------------------- | ------------------------------- | ------------------------------- | ------------------------------- |
| Bairro                          | Fläche (km²)                    | Einwohner                       | Bairro                          | Fläche                          | Einwohner                       |
| Campanário                      | 1,959                           | 32.275                          | Inamar                          | 1,195                           | 21.459                          |
| Canhema                         | 2,050                           | 23.686                          | Piraporinha                     | 2,753                           | 25.070                          |
| Casa Grande                     | 2,738                           | 38.218                          | Serraria                        | 2,270                           | 31.678                          |
| Centro                          | 4,129                           | 42.867                          | Taboão                          | 2,305                           | 48.640                          |
| Conceição                       | 2,858                           | 47.143                          | Vila Nogueira                   | 1,762                           | 31.141                          |
| Eldorado                        | 6,690                           | 42.637                          | –                               | –                               | –                               |

## Persönlichkeiten
- Gérson Magrão (* 1985), Fußballspieler
- Gabriel Brilhante (* 2002), Fußballspieler